# Josip Bostič
Josip Bostič, slovenski častnik, * 18. september 1959, Zadar.

## Vojaška kariera
- Načelnik 210. Učnega centra
- Pomočnik za obveščevalne zadeve 1/22. BR
- Infantry Officer Basic Course - ZDA (1995)
- Airborn Course - ZDA (1995)
- Načelnik obveščevalnega odseka 2. Pokrajinskega poveljstva SV
- Poveljnik 10. Bataljona za mednarodno sodelovanje (10. MOTB)
- Tečaj za poveljnike večnacionalnih enot - Norveška (1997)
- Tečaj za operativne častnike večnacionalnih enot - Nemčija (1997)
- UN Military Observer Course - Finland (1998)
- Načelnik operativno - učnega odseka 22. BR
- Poveljnik 1.SVN kontingenta KFOR, Kosovo (2000)
- Načelnik operativno - učnega odseka 22. BR
- Načelnik S-2 Letalske baze
- Poveljnik 1.SVN kontingenta MNBG SFOR, BiH
- Načelnik odseka S-2 Letalske baze
- Častnik za zvezo v CENTCOM, USA (2004)
- Pomočnik za načrtovanje sil v J-5 GŠSV
- Namestnik poveljnika Letalske baze Cerklje ob Krki
- Načelnik štaba v BR ZO in Letalstva

## Odlikovanja in priznanja
- Bronasta medalja Slovenske vojske (1994)
- Srebrna medalja Slovenske vojske (1997)
- Pisno priznanje 3. OPPSV (2000)
- Medalja NATO za udeležbo v mirovni misiji - KFOR (2000)
- Medalja v službi miru - KFOR(2001)
- Medalja NATO za udeležbo v mirovni misiji - SFOR (2003)
- Priznanje Nacionalne garde države Kanzas - ZDA(2003)
- Medalja v službi miru - SFOR (2003)
- Bronasta medalja 1. BR SV
- Srebrni znak Poveljniško Štabne Šole (2006)
- Bronasta medalja generala Maistra
- medalja generala Franca Rozmana Staneta: 7. oktober 2011[2]